# 砂嘴

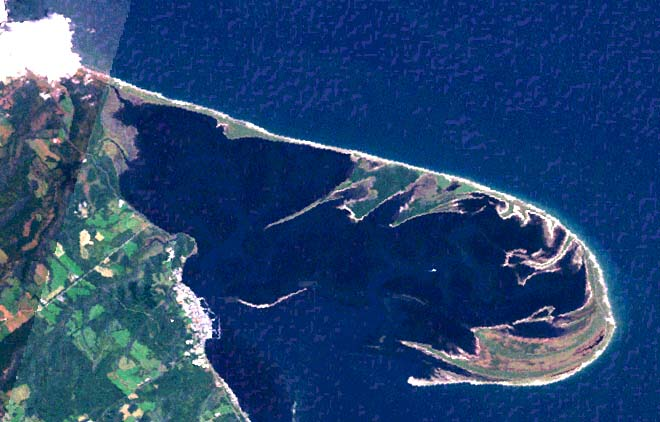
野付半島のランドサット衛星写真

砂嘴（さし、英: sand spit）とは沿岸流により運ばれた漂砂が静水域で堆積して形成される、嘴（くちばし）形の地形のことである。
砂嘴が発達して対岸、またはその付近までに至ると砂州と呼ばれる。砂嘴が枝分かれしているような地形は分岐砂嘴と呼ばれる。清水港（三保半島）が分岐砂嘴の好例である。島と繋がった場合を、陸繋砂州と呼び、繋がった島を陸繋島という。
海岸のみならず、湖岸にも形成されることがあり、猪苗代湖の鬼沼、霞ヶ浦の和田岬が好例である。

## 世界の主な砂嘴
- アラバト・スピット - ウクライナ・ロシア、アゾフ海に突き出た世界最長の砂嘴、およそ110km。
- コッド岬（アメリカ合衆国マサチューセッツ州）
- ロング・ポイント（英語版）（カナダオンタリオ州）
- フェアウェル・スピット（英語版）（ニュージーランド南島）
- ホーマー・スピット（英語版）（アメリカ合衆国アラスカ州）
- サンディ・フック（英語版）（アメリカ合衆国ニュージャージー州）
- ダンジェネス・スピット（英語版）（アメリカ合衆国ワシントン州）
- プレスク・アイル（英語版）（アメリカ合衆国ペンシルベニア州）
- ワシリエフ島ストレルカ（ロシア・サンクトペテルブルク）- 有名な観光地

## 日本の主な砂嘴
- サロマ湖（北海道北見市、常呂郡佐呂間町、紋別郡湧別町）
  - 環境省は砂嘴としている[2]が、国土地理院は砂州と分類している[3]。
- 野付半島（北海道標津郡標津町〜野付郡別海町）
- 芦崎（青森県むつ市）
- 富津岬（千葉県富津市）
- 御浜岬（静岡県沼津市）
- 大瀬崎（静岡県沼津市）
- 三保の松原（静岡県静岡市清水区）
- 和田岬（兵庫県神戸市）
- 仙崎（山口県長門市）
- 和田島（徳島県小松島市）
- 住吉浜（大分県杵築市）
- 山川（鹿児島県指宿市）